# Asz-Szahid
Asz-Szahid (arab. الشهيد) – wieś w Syrii, w muhafazie Aleppo, w dystrykcie Dżarabulus. W 2004 roku liczyła 237 mieszkańców.